# Faro di Punta Stilo
Il faro di Punta Stilo si trova sul promontorio di Punta Stilo, nel comune italiano di Monasterace.

## Descrizione
Il faro è una torre a base ottagonale con strisce bianche e nere, edificio a un piano, su ruderi di epoca classica (forse un tempio a Zeus).

## Galleria d'immagini

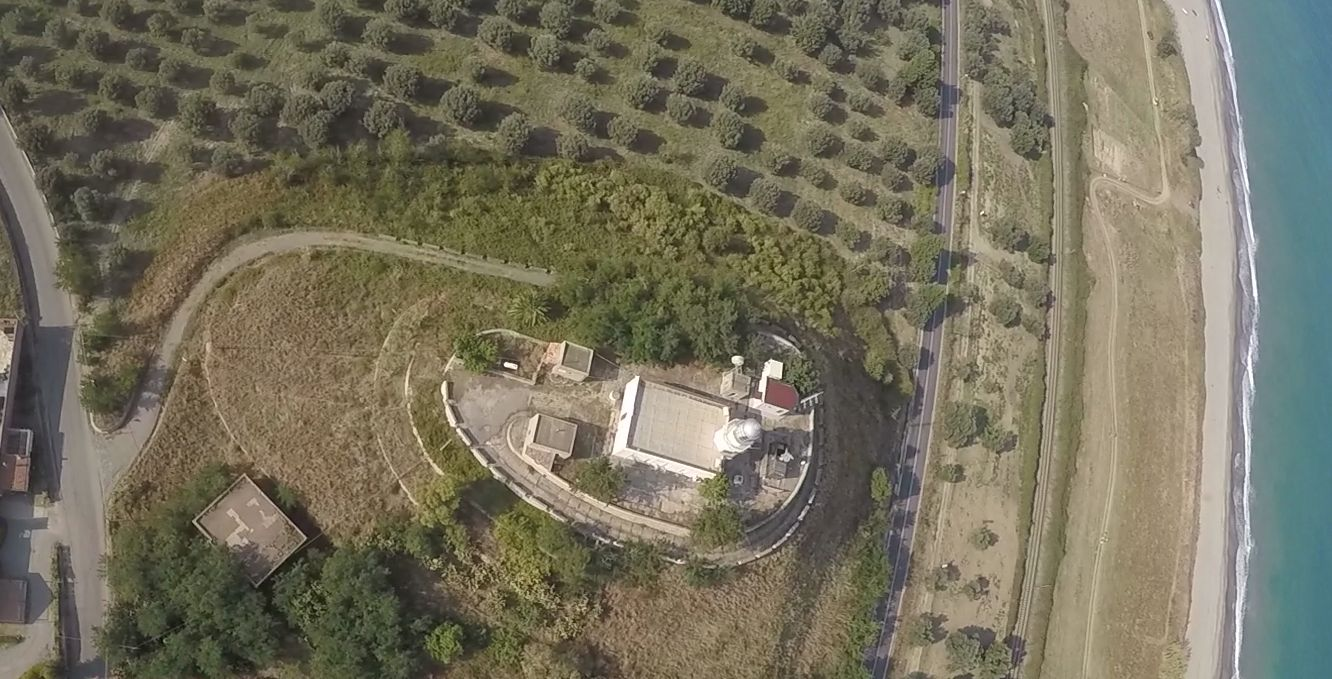
Faro di Punta Stilo dall'alto (agosto 2016)
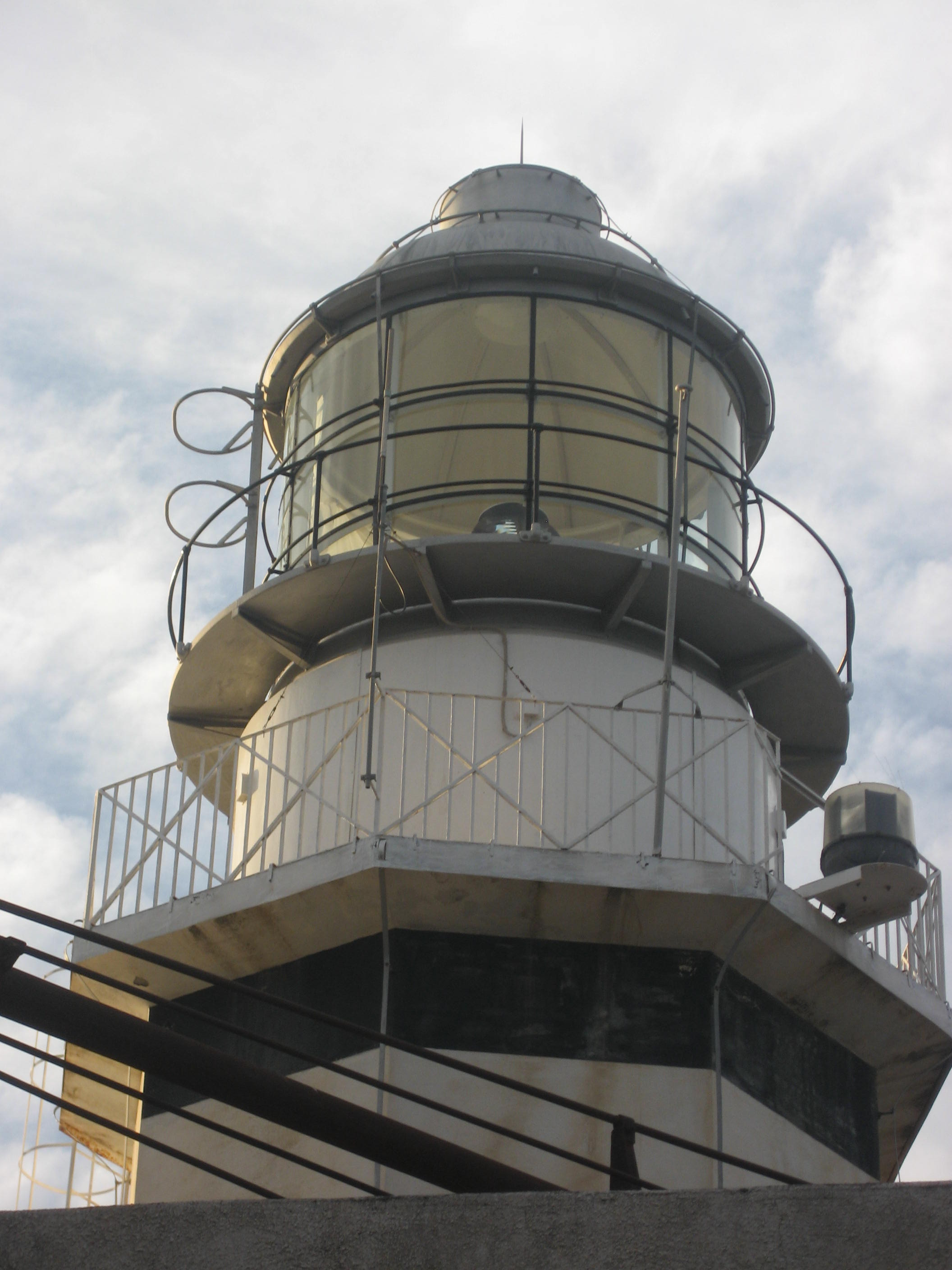
dettaglio del faro
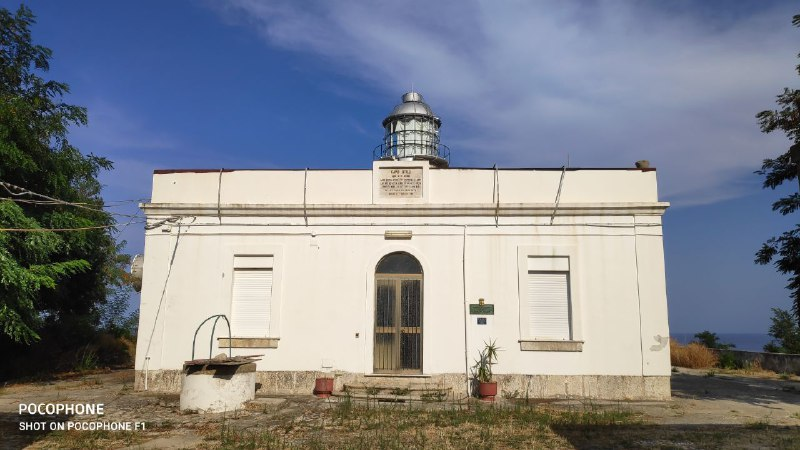
Faro di Punta Stilo (agosto 2020)